# Un automate très autonome
Pour plus de détails, voir Fiche technique et Distribution.
Un automate très autonome (titre original : A Clever Dummy) est un court métrage américain muet en noir et blanc réalisé par Ferris Hartman, Robert P. Kerr, Herman C. Raymaker et Mack Sennett, sorti en 1917.
C'est un des premiers films où le personnage central (joué par Ben Turpin) est un robot androïde

## Fiche technique
- Titre original : A Clever Dummy
- Réalisation : Ferris Hartman, Robert P. Kerr, Herman C. Raymaker et Mack Sennett
- Scénario : Mack Sennett
- Producteur : Mack Sennett
- Photographie : Elgin Lessley
- Durée : 23 minutes
- Format : Noir et blanc
- Langue : Muet
- Genre : Comédie
- Date de sortie : 28 juin 1917

## Distribution
Sauf indication contraire, les informations mentionnées dans cette section peuvent être confirmées par la base de données cinématographiques IMDb,  présente dans la section « Liens externes ».
- Ben Turpin :  le concierge romantique ;
- Chester Conklin : l'homme d'affaires enjoué ;
- Wallace Beery : Patrick Cohen, gérant de vaudeville ;
- Juanita Hansen : la femme de tête ;
- Claire Anderson : sœur de Tinker, objet d'affection ;
- James Donnelly : Samuel Tinker, son père inventif.
- James Delano : Clarence, partenaire intéressé à la sœur de Tinker ;

Ne figurent pas au générique :
- Joseph Belmont : le mari chauve dans l'audience ;
- Robert Milliken : le maître de cérémonie ;
- Eva Thatcher : épouse dans l'audience ;
- Marvel Rea : (rôle mineur).